# Procecidochares grindeliae
Procecidochares grindeliae är en tvåvingeart som beskrevs av Aldrich 1929. Procecidochares grindeliae ingår i släktet Procecidochares och familjen borrflugor. Inga underarter finns listade i Catalogue of Life.